# Adonis Mufalali
Adonis Sininika Mufalali, weitere Schreibweise: Mufaleli, (* 2. Januar 1947) ist Politiker in Sambia.
Bei den Wahlen in Sambia 2006 konnte Adonis Mufalali für das Movement for Multiparty Democracy das Mandat des Wahlkreises Sesheke in der Nationalversammlung gewinnen. Im Oktober 2006 wurde er zum Minister der Westprovinz ernannt.